# Altorps gravkapell
Altorps gravkapell (även kallat Djursholms gravkapell) är ett gravkapell som tillhör Danderyds församling i Stockholms stift. Kapellet ligger på Djursholms begravningsplats i Altorp, Danderyds kommun, och används framför allt vid begravningar. Under allhelgonahelgen firas gudstjänst i kapellet.

## Kapellet
Kapellet uppfördes åren 1936-1938 efter ritningar av arkitekt Lars Israel Wahlman, och invigdes 1938.
Freskomålningarna i kapellet är utförda av Bo Beskow. Utanför huvudingången finns en kalkstensplatta med relief utförd av Gunnar Torhamn.